# IPad (第10世代)
iPad (第10世代)は、iPad (第9世代)の後継としてAppleが開発・販売していたタブレット端末。2022年10月18日に発表され、同年10月26日に発売された。

## 特徴
デザインをiPad Air (第5世代)やiPad mini (第6世代)と同系へ変更し、シルバー以外は濃いめの3色（ブルー、ピンク、イエロー）、前面カメラは初めて長辺側に移動された。ホームボタンは廃止、Touch IDはトップボタンに内蔵され、高性能化した背面カメラは飛び出ている。またCellularモデルでは5G NRに対応している。
6コアApple A14 Bionicチップと自社設計の4コアGPUを搭載。ディスプレイは引き続きTrue Tone対応で、第4、第5世代のiPad Airと同じ10.9インチに拡大したが筐体のサイズは若干異なる。
米国では$329から$449と併売される先代から＄120値上げであるが、円安の影響で税込価格は69,800円からとなり、先代からは20,000円の値上げとなった。2024年5月7日、$100値下げされ$349となり、日本でも58,800円に値下げされた。
2022年現在の他のiPadモデルと同じくUSB-Cのみを搭載し、イヤホンジャックとLightningは廃止された。Apple Pencil (第1世代)のペアリングには「USB-C - Apple Pencilアダプタ」の使用が必須となる。このアダプタはiPadの発表同日からApple Pencil (第1世代)に同梱される様になった他、単体でも販売される様になった。その後、2023年10月17日にiPad (第10世代)に対応するApple Pencil (USB-C)が発売された。
次世代機(iPad A16)が物理SIMスロットを廃止したため、エントリーのiPadシリーズでは2025年3月現在、最後の物理SIM対応機となった。 

## iPadモデルの変遷
（横スクロールできる画像です）